# Chiesa di San Lorenzo (Cles)
La chiesa di San Lorenzo è una chiesa sussidiaria a Mechel, frazione di Cles, in Trentino. Risale al XII secolo.

## Storia
La chiesa di San Lorenzo potrebbe essere stata eretta a Mechel di Cles attorno al XII secolo, anche se le fonti non concordano, ed una prima citazione che la riguarda risale al 1390, quando l'edificio religioso probabilmente era sulle terre appartenenti alla famiglia dei Sant'Ippolito di Cles mentre in epoca successiva sarebbe stato inglobato nella struttura di Castel Firmian, diventando in tal modo la cappella privata della famiglia Firmian.
Nella prima metà del XVI secolo la chiesa venne riedificata e consacrata da Girolamo Vascherio, vescovo suffraganeo di Trento.
L'edificio venne restaurato attorno al 1836 e poi anche nell'ultimo periodo del XX secolo. Durante gli interventi più recenti sono stati rinvenuti affreschi nelle pareti interne della sala.